# Labastide-en-Val
Labastide-en-Val é uma comuna francesa na região administrativa de Occitânia, no departamento de Aude. Estende-se por uma área de 11,7 km². Em 2010 a comuna tinha 93 habitantes (densidade: 7,9 hab./km²).